# ISDB-T

Sistemas de televisión digital terrestre. Los países que usan ISDB se muestran en verde.

ISDB (Integrated Services Digital Broadcasting) o Radiodifusión Digital de Servicios Integrados es un conjunto de normas creado por Japón para las transmisiones de radio digital y televisión digital.
Como la norma europea DVB, ISDB está conformado por una familia de componentes. La más conocida es la de televisión digital terrestre (ISDB-T e ISDB-Tb) pero también lo conforman la televisión satelital (ISDB-S), la televisión por cable (ISDB-C), servicios multimedia (ISDB-Tmm) y radio digital (ISDB-Tsb).
Además de transmisión de audio y video, ISDB también define conexiones de datos (transmisión de datos) con Internet como un canal de retorno sobre varios medios y con diferentes protocolos. Esto se usa, por ejemplo, para interfaces interactivas como la transmisión de datos y guías electrónicas de programas de TV.

## Introducción
ARIB (Asociación de Industrias y Negocios de Radiodifusión) es la entidad encargada de crear y mantener el ISDB-T, congrega a una multitud de empresas -japonesas y extranjeras- en el negocio de producir, financiar, fabricar, importar y exportar bienes de consumo relacionados con la radiodifusión.
En cuanto a la Radiodifusión Digital, el ARIB ha creado 4 estándares para su funcionamiento: El ISDB-T (televisión digital terrestre), ISDB-S (televisión digital satelital), ISDB-C (televisión digital por cable) y banda 2.6GHz para transmisión móvil, los que pueden ser obtenidos gratuitamente en el sitio web de la organización japonesa DiBEG y en ARIB. Estos estándares utilizan MPEG-2, H.264, o HEVC y son capaces de entregar televisión de ultra o alta definición. Tanto ISDB-T como su variante internacional, ISDB-Tb permiten recepción de teléfonos móviles en bandas de TV. 1seg es el nombre de un servicio ISDB-T para recepción en telefonía móvil, computadores portátiles y vehículos.
La norma fue nombrado por su similitud con ISDN (Integrated Services Digital Network en inglés), porque ambas permiten la transmisión simultánea de múltiples canales de datos (un proceso llamado multiplexación). También se parece a otro sistema de radio, denominado Eureka 147, que llama a los grupos de estaciones en un transmisión "un ensamble"; es muy parecido al estándar DVB-T que también es multicanal. ISDB-T opera en canales de TV sin usar, una aproximación tomada por otros países para televisión, pero nunca antes para radio.

## Historia
La televisión de alta definición (HDTV) fue creada por la NHK STRL (el laboratorio de investigaciones de la NHK). La investigación de HDTV comenzó en los años 1960, aunque recién en 1973 se propuso un estándar al ITU-R (CCIR). En los años 1980 fueron desarrollados, entre otros, la cámara de televisión, el tubo de rayos catódicos de alta definición, el videograbador y los equipos de edición. En 1982 NHK desarrolló MUSE (codificación múltiple de muestreo sub-nyquist), el primer sistema de compresión y transmisión de HDTV. El MUSE adoptó el sistema de compresión de video digital, pero para su transmisión, un modulador de frecuencia realizaba la transmisión luego de que la señal de video fuera convertida de digital a analógica. En 1987, NHK efectuó demostraciones del MUSE en Washington D.C. y en la National Association of Broadcasters (NAB). En dicho evento compitieron varios sistemas de televisión de alta definición y al no haber un acuerdo entre el conjunto de empresas participantes, por petición de la FCC (Comisión de Comunicaciones Federal de Estados Unidos) trabajaron en conjunto para lograr desarrollar y consensuar sobre un sistema digital terrestre de transmisión de alta definición.
En 1995, Estados Unidos seleccionó al ATSC (Advanced Television Standard Commite) como su estándar nacional dejando de lado al MUSE lo que obligó a los japoneses a reinventar su estándar.
En 1999 el MEC adoptó oficialmente el ISDB-T como estándar para Japón. Ese mismo año, las emisiones por satélite fueron liberadas y antes de ver TV Digital Terrestre, los japoneses asistieron al nacimiento del ISDB-S, televisión digital satelital. Japón comenzó las emisiones de la TV Digital Terrestre en diciembre de 2003.

## Características técnicas

### Principales características
- Transmisión de un canal HDTV y un canal para teléfonos móviles dentro de un ancho de banda de 6 MHz, reservado para transmisiones de TV analógicas.
- Permite seleccionar la transmisión entre dos y tres canales de televisión en definición estándar (SDTV) en lugar de uno solo en HDTV, mediante el multiplexado de canales SDTV. La combinación de estos servicios puede ser cambiada en cualquier momento.
- Proporciona servicios interactivos con transmisión de datos, como juegos o compras, vía línea telefónica o Internet de banda ancha. Además soporta acceso a Internet como un canal de retorno. El acceso a Internet también es provisto en teléfonos móviles.
- Suministra EPG (Electronic Program Guide, o guía electrónica de programas)
- Provee SFN (Single Frequency Network, Red de una sola frecuencia) y tecnología on-channel repeater (repetición en el canal). La tecnología SFN hace uso eficiente del espectro de frecuencias.
- Puede recibirse con una simple antena interior.
- Proporciona robustez a la interferencia multiruta, causante de los denominados "fantasmas" de la televisión analógica y a la interferencia de canal adyacente de la televisión análoga. Sin embargo, según los criterios de planificación de la UIT R BT-1368-6, esta norma presenta la menor robustez a la interferencia de canales adyacentes analógicos ya que presenta de 31 a 33 dB, frente 32 a 38 dB del sistema DVB-T y 48 a 49 dB del sistema ATSC. Mientras mayor sea esta cifra, mejor es la robustez.
- Proporciona mayor inmunidad en la banda UHF a las señales transitorias que provienen de motores de vehículos y líneas de energía eléctrica en ambientes urbanos. Estas señales transitorias se concentran primariamente en las bandas de VHF, siendo más intensas en las gamas bajas como las Bandas I y II (54 a 88 MHz). Por esta razón, Brasil, desechó utilizar dichas bandas e informó que la banda III sería abandonada a la mayor brevedad posible. Japón también abandonará las bandas de VHF a partir del año 2011. Sin embargo, Brasil anunció hace poco que está efectuando pruebas de ISDB-Tb en VHF (canales 7 al 13) con vistas a la viabilidad de la transmisión de ISDB-Tb en esta banda.[1]

- Permite la recepción de HDTV en vehículos a velocidades por sobre los 100 km/h. La norma DVB-T solo puede recibir SDTV en vehículos móviles, previo contrato con el operador e inicialmente se afirmaba que las señales ATSC no pueden ser recibidas en vehículos móviles en absoluto. Sin embargo, desde 2007 hay reportes de recepción exitosa de ATSC en computadoras portátiles usando receptores USB en vehículos móviles. Actualmente ATSC viene desarrollando un estándar de televisión móvil/portátil denominado ATSC-M/H que está en proceso final de aprobación. La norma China DTMB también permite varios programas móviles tanto compartidos con TV fija como llenando el canal, aunque se encuentra en etapa experimental.
- Incorpora el servicio de transmisión móvil terrestre de audio/video digital denominado 1seg (One seg). "1seg" fue diseñado para tener una recepción estable en los trenes de alta velocidad en Japón. Aunque todas las normas digitales existentes permiten la ventaja de transmitir en forma gratuita a televisores fijos y simultáneamente a móviles, en el sistema "1seg" al permitir la transmisión directa y gratuita a celulares, las empresas televisoras no tienen la facultad de elegir otro modelo distinto, obligándolas a la gratuidad del servicio para móviles.

### Receptor TV, decodificadores y receptores móviles
Existen dos tipos de receptor del sistema: el decodificador o adaptador y el televisor. La relación de aspecto de la televisión ISDB es de 16:9; los televisores que cumplen estas especificaciones son llamados Hi-vision TVs. Existen 6 tipos de televisor: CRT, Pantalla de plasma, LCD, DLP, Pantalla LED y Pantalla 3D.

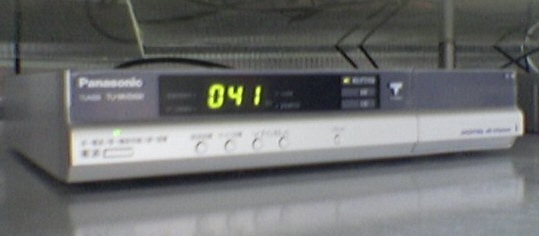
Decodificador ISDB-T utilizado por la televisora chilena Canal 13HD.

Los conectores de la parte trasera del decodificador van desde uno para el Home Cinema, Entrada Óptica de Audio Digital, una entrada IEEE 1394, entre muchas otras.
1seg es un servicio de transmisión de audio/video digitales terrestres móviles y datos.
El servicio comenzó experimentalmente en 2005, y oficialmente el 1 de abril de [2006]. El primer teléfono móvil para 1seg fue vendido por KDDI en el otoño boreal de 2005.
La transmisión digital terrestre en Japón (el ISDB-T) se diseñó para que cada canal se dividida en 13 segmentos (más un segmento para separar los canales). La transmisión de HDTV ocupa 12 segmentos, y el segmento 13 se usa para los receptores móviles. Así el nombre,' 1seg.'
La transmisión 1seg usa vídeo H.264 y audio AAC, encapsulados en canales MPEG2. 1seg, como ISDB-T también usa 64QAM para la modulación, con una relación de 1/2 FEC a 1/8. La resolución máxima de vídeo es de 320 x 240 pixeles, y el máximo de transporte de vídeo es de 128 kbit/s. El audio conforma un perfil AAC-LC, con máx de transporte de 64 kbit/s. La transmisión de datos adicionales usando BML (EPG, servicios interactivos, etc.) ocupa el resto de 60 kbit/s.
Los accesos condicionales y control de copiado no existen en la transmisión 1seg, sin embargo cada fabricante de receptores puede limitar la función de grabado. Por ej., el receptor W33SA solo permite registrar la transmisión 1seg a la memoria interna, y bloquea la copia o traslado a tarjetas externas miniSD.

### Compresión de vídeo y audio
El ISDB ha adoptado el MPEG-2 para la compresión de vídeo y audio. Los estándares ATSC y DVB adoptaron también el mismo sistema. DVB e ISDB permiten también el uso de otros métodos de compresión de video, incluyendo MPEG-4 y JPEG, aunque este último es solamente una parte requerida por el estándar MHEG. La versión japonesa-brasilera, el ISDB-Tb, usa para la transmisión digital el MPEG-4 y el audio en HE-AAC. La mayoría de los países de América del Sur han adoptado el ISDB-Tb con tales modificaciones. En paralelo se continúa el desarrollo del 4K terrestre. 4K y 8K ya son posibles con ISDB-S3 usando compresión HEVC.

### Transmisión
El ISDB utiliza distintos sistemas de modulación para hacer más efectiva su llegada al usuario, dependiendo de los requerimientos de las bandas de frecuencia. ISDB-S (satelital) que usa la banda de 12 GHz usa modulación PSK, la transmisión de audio en 2.6 GHz usa CDM e ISDB-T (en bandas VHF y UHF) usa COFDM con PSK/QAM.

### Interacción
Para la interactividad el ISDB define conexiones de datos con Internet como canal de retorno sobre distintos medios (10Base-T/ 100 Base T, módem, teléfono celular, LAN Inalámbrico (IEEE 802.11) y con diferentes protocolos. Esto se usa, por ejemplo para guía electrónica de programas (EPG) y transmisión de datos.

### Interfaces y cifrado
La especificación ISDB describe varias interfaces (de red), pero la más importante es la Interfaz Común para el Acceso Condicional(CAS) (ARIB STD-B25) con un CAS llamado MULTI2 que se necesita para descifrar la televisión. Una interfaz para recepción móvil está siendo considerada[cita requerida].
ISDB soporta una tecnología llamada "administración de derechos y protección" (Rights management and protection), ya que debido a que el sistema es completamente digital, un DVD o grabador de alta definición podría copiar fácilmente el contenido.

## Especificación técnica

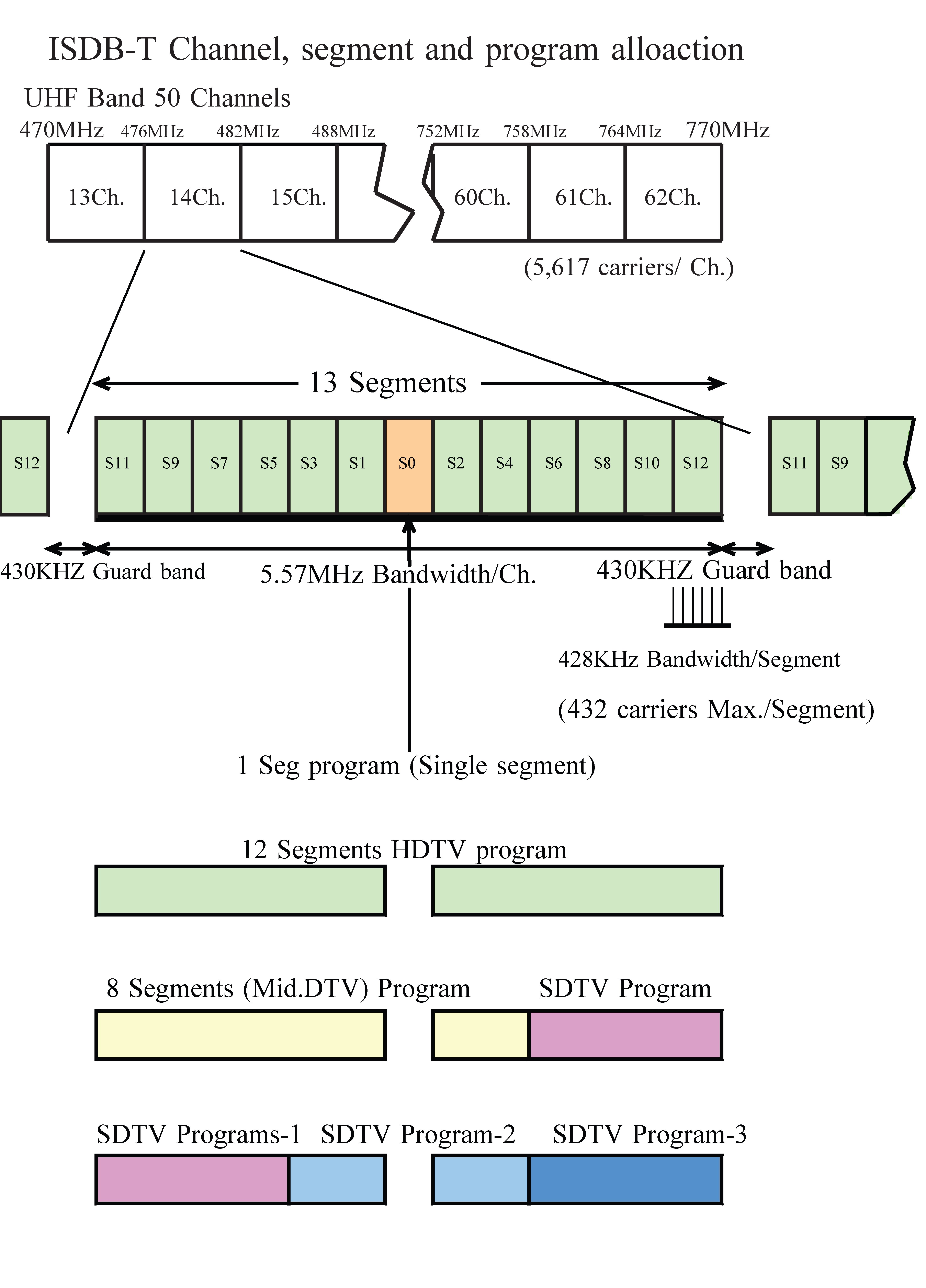
Esquema de árbol de la disposición según la norma ISDB-T, de canales, segmentos y difusión de múltiples programas.

ARIB ha desarrollado una estructura segmentada llamada BST-OFDM. ISDB-T divide la banda de frecuencia de un canal en trece segmentos. El emisor puede seleccionar que combinación de los segmentos a utilizar; esta opción de la estructura del segmento permite flexibilidad del servicio. Por ejemplo, ISDB-T puede transmitir SDTV y HDTV usando una señal de TV o cambiar a 3 SDTV, que se puede cambiar en cualquier momento a otro arreglo. ISDB-T puede al mismo tiempo cambiar el esquema de modulación.
Esquema estructura del segmento del espectro de ISDB-T
| s11 | s 9 | s 7 | s 5 | s 3 | s 1 | s 0 | s 2 | s 4 | s 6 | s 8 | s10 | s12 |
| --- | --- | --- | --- | --- | --- | --- | --- | --- | --- | --- | --- | --- |

Tabla: Espectro de la estructura de 13 segmentos de ISDB-T (s0 es generalmente usado para 1seg, s1-s12 se usan para un HDTV o tres SDTV).
Resumen de ISDB-T
| Transmisión codificación del canal | Modulación                          | 64QAM-OFDM, 16QAM-OFDM, QPSK-OFDM, DQPSK-OFDM (transmisión jerárquica)             | 64QAM-OFDM, 16QAM-OFDM, QPSK-OFDM, DQPSK-OFDM (transmisión jerárquica)             |
| Transmisión codificación del canal | codificación de corrección de error | Codificación interna, Convolución 7/8,3/4,2/3,1/2 Codificación externa:RS(204,188) | Codificación interna, Convolución 7/8,3/4,2/3,1/2 Codificación externa:RS(204,188) |
| Transmisión codificación del canal | intervalo de protección             | 1/16,1/8,1/4                                                                       | 1/16,1/8,1/4                                                                       |
| Transmisión codificación del canal | Interpolación                       | Tiempo, Frecuencia, bit, byte                                                      | Tiempo, Frecuencia, bit, byte                                                      |
| Transmisión codificación del canal | Dominio de la frecuencia multiplexa | BST-OFDM (Estructura segmentada de OFDM)                                           | BST-OFDM (Estructura segmentada de OFDM)                                           |
| Acceso condicional                 | Acceso condicional                  | Multi-2                                                                            | Multi-2                                                                            |
| Transmisión de datos               | Transmisión de datos                | ARIB STD B-24 (BML, ECMA script)                                                   | ARIB STD B-24 (BML, ECMA script)                                                   |
| Información de servicio            | Información de servicio             | ARIB STD B-10                                                                      | ARIB STD B-10                                                                      |
| Multiplexación                     | Multiplexación                      | Sistemas MPEG-2                                                                    | Sistemas MPEG-2                                                                    |
| Codificación de Audio              | Codificación de Audio               | MPEG-2 Audio (AAC)                                                                 | MPEG-2 Audio (AAC)                                                                 |
| Codificación de video              | Codificación de video               | MPEG-2 Video                                                                       | MPEG-4 AVC /H.264*                                                                 |
| ---------------------------------- | ----------------------------------- | ---------------------------------------------------------------------------------- | ---------------------------------------------------------------------------------- |

Nota: En Japón se utiliza la tecnología MPEG-2 AAC para el servicio no-móvil/móvil y MPEG-4 HE-AAC para el servicio móvil y su mecanismo de transporte obligatorio es el ADTS.
El ISDB-T Internacional (ISDB-TB), tiene las siguientes modificaciones:
- compresiones audiovideo

a) No-móvil/móvil: MPEG-4 AVC HP @ L4 (Advanced Video Coding, de perfil alto, nivel 4)

b) Portátil: MPEG-4 AVC BP@L1.3 (AVC, Base perfil, nivel 1,3)

c) Su mecanismo de transporte obligatorio es el LATM/LOAS. 

Formato de video y sistema de barredura; número de líneas activas; relación de aspecto:
No-móvil/móvil:
- SD 480i; (640x480 o 720x480); 4:3 o 16:9
- SD 480p; (720x480); 16:9
- SD 576i; (720x576); 4:3 o 16:9; 50 Hz; (empleado en la Argentina)
- HD 720p; (1280×720); 16:9
- HD 1080i; (1920x1080); 16:9

Nota: i = entrelazado, p = progresivo:
- One seg (Todos estos formatos utilizando 4:3 o 16:9):
  - SQVGA (160x120 o 160x90)
  - QVGA (320x240 o 320x180)
  - CIF (352x288)

Middleware de televisión interactiva:
- ISDB-T: Declarativa: BML; de procedimiento: No se ha aplicado - Opcional GEM
- ISDB-T Internacional(ISDB-Tb): Declarativa: Ginga-NCL; de procedimiento: Ginga-J

Otras Características
- Multiprogramación: Permite 1 programa HD (1080i o 720p) en un canal o 3 programas de SD en un canal.
- Transmisión de alerta: Permite al Gobierno enviar una alerta (terremotos, tsunamis, etc) para cada dispositivo en la zona de la señal ISDB-T o SBTVD/ISDB-T Internacional. La señal de alerta utiliza algo de espacio de datos en uno de los segmentos de la corriente de datos y los convierte en todos los receptores y presenta la información de alerta.

## ISDB-S
ISDB-S (ISDB-Satellite) es la norma digital para la televisión por satélite. Las únicas diferencia con el resto del sistema ISDB son el uso de 8-PSK/PSK en un solo portador y las especificaciones para la codificación de la transmisión satélital y el receptor. Las transmisiones bajo esta norma empezaron el 1 de diciembre de 2000.

### ISDB-S3
ISDB-S3 es la nueva versión satelital capaz de transmitir en 4K, 8K, HDR, HFR y audio 22.2.

## ISDB-C
ISDB-C (ISDB-Cable) es la norma digital para la televisión por cable. Las únicas diferencia con el resto del sistema ISDB son el uso 64QAM en un solo portador y las especificaciones para la codificación de la transmisión al cable y el receptor. La especificación técnica es desarrollada por Japan Cable Television Engineering Association (JCTEA), a diferencia del resto del ISDB que lo efectúa ARIB.

## ISDB-Tsb
ISDB-Tsb (terrestial sound broadcasting) es la norma para la radio digital terrestre. La especificación técnica es la misma que ISDB-T. ISDB-Tsb soporta el codec MPEG2, transmitida por BST-OFDM usando 1 o 3 segmentos, siendo compatible con el servicio 1Seg de ISDB-T. Su implementación está planificada para julio de 2011, después del apagón de la televisión analógica y usaría dichas frecuencias liberadas (90-108 MHz). La radiodifusión analógica en FM de Japón (que se ubica entre 76 y 90 MHz) no sería reemplazada. El ISDB-Tsb seria un servicio radial complementario al FM analógico. Se efectúan transmisiones de pruebas desde en octubre de 2003 en Tokio y Osaka patrocinadas por Digital Radio Promotion Association (DRP). En este caso se están usando las frecuencias correspondientes al canal 7 en VHF (188-192 MHz).

## ISDB-Tmm
ISDB-Tmm (Terrestrial mobile multi-media) es un servicio de contenidos de multimedios (audio, video y datos) para equipos móviles o portátiles. Comparte las mismas especificaciones técnicas generales que el ISDB. Sin embargo en una misma señal de transmisión, 6MHz de ancho, cada uno de los 13 segmentos son servicios independientes, pudiendo cada uno usar distintas formas de compresión de audio, video o datos, así como modalidades de modulación. Por tanto, el ISDB-Tmm es un sistema que opera sobre la base de los servicios 1seg e ISDB-Tsb mejorado, ya que permite recibir y vincular los contenidos de dichos servicios, además de guardar otros en el aparato receptor.
Este servicio usaría la banda VHF (170-222 MHz) después del apagón de la televisión analógica en julio de 2011. Su desarrollo ha estado a cargo de Multimedia Broadcasting Planning LLC, (2006 a 2008) y Multimedia Broadcasting Inc (desde diciembre de 2008) integrada por NTT DoCoMo, Fuji Television Network, Itochu Corporation, SKY Perfect y Nippon Broadcasting System. Se han efectuado pruebas desde marzo de 2008 con transmisiones desde la Torre de Tokio.
El sistema está en competencia con MediaFLO de Qualcomm que es apoyado por los operadores de telefonía móvil KDDI y SoftBank.

## ISDB-Tb
El ISDB-Tb (ISDB-T Built-in), también denominado ISDB-T International y SBTVD (Sistema Brasileiro de Televisão Digital, Sistema Brasileño de Televisión Digital) es un estándar de televisión digital, basado en el sistema japonés ISDB-T, que inició sus servicios comerciales y públicos el 2 de diciembre de 2007 en Brasil.
Se diferencia básicamente de la norma japonesa por el uso del códec MPEG-4 (H.264) para compresión de vídeo estándar en lugar de MPEG-2 como en ISDB-T, compresión de audio con HE-AAC, modulación en (BST-OFDM-TI), presentación de 30 cuadros por segundo incluso en dispositivos portátiles, a diferencia de los 15 cuadros por segundo para equipos móviles en la norma ISDB-T e interacción utilizando el middleware o software de soporte de aplicaciones distribuidas o intermediario, denominado Ginga, el cual fue desarrollado en Brasil, bajo los principios del software libre compuesto por los módulos Ginga-NCL, usado para exhibir documentos en lenguaje NCL (Nested Context Language) y Ginga-J para aplicaciones escritas en lenguaje Java. En el caso de la norma original ISDB-T, este software es el Broadcast Markup Language (BML) lo que ocasiona que los receptores ISDB-T no sean compatibles con las señales desarrolladas para la norma ISDB-Tb, aunque estos últimos si son compatibles con los de la versión original. Además, es posible utilizar SBTVD/ISDB-Tb en 6 MHz, 7 MHz u 8 MHz si es requerido porque el sistema es totalmente compatible.
SBTVD fue desarrollado por un grupo de estudio coordinado por el Ministerio de Comunicaciones y liderado por la Agencia Brasileña de Telecomunicaciones, con el apoyo del Centro de Investigación y Desarrollo (CPqD). El grupo de estudio estuvo integrado por miembros de otros diez ministerios brasileños, el Instituto de Tecnología de la Información de Brasil (ITI), varias universidades brasileñas, organizaciones profesionales de radiodifusión, y los fabricantes de dispositivos de emisión y recepción. El objetivo del grupo era desarrollar y aplicar un estándar en Brasil, abordando no sólo cuestiones técnicas y económicas, sino también, y principalmente el tema de la "inclusión digital" para quienes viven al margen de la actual "sociedad de la información". De hecho, en Brasil más del 94% de las familias tiene por lo menos un televisor.
En enero de 2009, la Agencia Brasileño-Japonesa, grupo de estudio para la televisión digital, terminó y publicó un documento de adhesión a la especificación ISDB-T con el brasileño SBTVD, resultando en una especificación que ahora se llama ISDB-T Internacional. ISDB-T Internacional es el sistema que es propuesto por los gobiernos de Japón y Brasil para otros países de América Latina y del mundo.
Esta propuesta ya ha sido aceptada en Argentina, Bolivia, Chile, Costa Rica, Ecuador, Filipinas, Nicaragua, Paraguay, Perú, Uruguay, Venezuela y en El Salvador a partir de mayo de 2017.
El 29 de abril de 2009 ISDB-Tb fue certificado oficialmente por la Unión Internacional de Telecomunicaciones (UIT) tanto el módulo de Ginga-NCL como el lenguaje NCL/Lua (desarrollado por la Universidad Católica de Río) como primera recomendación internacional para entornos multimedia interactivos para TV Digital y IPTV-Recomendación H.761.
Este es un importante estándar UIT-T, ya que aborda la normalización de middleware para la interactividad en los dispositivos y las cajas de instalación de IPTV y TV Digital, antes de que el mercado se llene con incompatibilidades de hardware y software, lo que repercute a los usuarios finales.
El 21 de septiembre de 2009, reunidos en Lima los Ministros de Comunicaciones de Japón, Brasil, Perú, Chile y Argentina; oficializaron la creación del Forum ISDB-T Internacional y defendieron "el establecimiento de marcos regulatórios comunes, que permitan consolidar el sistema de televisión digital latinoamericano y aprovechar las economías de escala que serán generadas a partir de ahí" y "extendiendo invitaciones a los países vecinos para que se junten al padrón de TV digital abierta ISDB-T Internacional", según se lee en la "Declaración de Lima" firmada por los respectivos ministros.
MPEG-H Audio, HLG y SL-HDR1 se agregaron a ISDB-Tb en 2019.

## Radiodifusión móvil digital de audio/video por satélite en 2,6 GHz de Japón
La norma de radiodifusión móvil digital de audio/video por satélite en 2,6 GHz es la definada por ARIB para el servicio descrito. La arquitectura del sistema consiste en la transmisión satélital de multimedios (video, audio y datos) en la Banda S a equipos móviles o portátiles, cubriéndose las zonas con sombra o baja calidad de recepción con estaciones repetidoras. La frecuencia de transmisión está en los 2645,5 MHz, con un ancho de banda de 25 MHz. La modulación es por QPSK, multiplexado en CDM. Los codecs usados son MPEG-2 AAC y SBR para audio y MPEG-4 para video, multiplexados en el MPEEG-2 Systems. El sistema es idéntico al S-DMB de Corea del Sur. La zona de cobertura es de todo Japón y Corea del Sur, por medio del satélite MBSAT1.
La creación, implementación y desarrollo técnico y comercial de este sistema lo efectuó Toshiba. Funcionó en Japón entre octubre de 2004 y marzo de 2009. Fue comercializado por Mobile Broadcasting Corporation, (MBCO, filial de Toshiba) por medio del servicio MobaHo!.

## Futuro
Una nueva versión terrestre debería ser propuesta en 2020 y aprobada en 2021.
Esta sería capaz de soportar 4K, 8K, HDR, HFR, y audio immersivo.
Se ha sugerido utilizar la compresión de video VVC.

## ISDB-T en el mundo

### Países y territorios que utilizan ISDB-T/SBTVD-T
| América (adoptado) | Asia (adoptado) | África (adoptado) |
| ------------------ | --------------- | ----------------- |
| Brasil             | Japón           | Botsuana          |
| Perú               | Filipinas       | Angola            |
| Argentina          | Maldivas        |                   |
| Chile              | Sri Lanka       |                   |
| Venezuela          |                 |                   |
| Ecuador            |                 |                   |
| Costa Rica         |                 |                   |
| Paraguay           |                 |                   |
| Bolivia            |                 |                   |
| Uruguay            |                 |                   |
| Guatemala          |                 |                   |
| Honduras           |                 |                   |
| Nicaragua          |                 |                   |
| El Salvador        |                 |                   |

Después de Japón, el sistema fue adoptado en 2006 por Brasil, seguido en abril de 2009 por Perú, en agosto de 2009 por Argentina (dejando de lado una decisión anterior sobre el sistema ATSC), en septiembre de 2009 por Chile, en octubre de 2009 por Venezuela, en marzo de 2010 por Ecuador, en mayo de 2010 por Costa Rica, el 1 de junio de 2010 por Paraguay, a mediados del 2010 por Bolivia y Nicaragua, el 27 de diciembre de 2010 por Uruguay (dejando de lado una decisión del año 2007 sobre el sistema DVB-T), en el 2013 por Guatemala, en el 2014 por Honduras (dejando de lado una decisión del 2007 sobre el ATSC) y en el 2015 por Belice. El 19 de enero de 2017, el gobierno de El Salvador ha anunciado este sistema como propio y se inicia el proceso de transición a la era digital terrestre.
A mediados de 2009, Mozambique se convirtió en el primer país africano en iniciar pruebas experimentales del sistema japonés-brasileño.

### En Japón
ISDB-T fue adoptado para las transmisiones comerciales en Japón en diciembre de 2003. Abarca actualmente un mercado de cerca de 100 millones de televisiones. ISDB-T tenía 10 millones de suscriptores para el final de abril de 2005. Junto con el uso amplio de ISDB-T, el precio de STB está bajando. El precio de ISDB-T STB en el extremo inferior del mercado es ¥19800, o el equivalente en dólares de los EE. UU. de $169 al 19 de abril de 2006.
El 24 de julio de 2011, en Japón dejó de transmitir televisión de manera analógica entrando de lleno a la televisión digital. El problema es que los nipones que no tengan un aparato adecuado, se quedaron sin poder sintonizar la TV, y eso incluye a un millón de hogares que presentan pocos ingresos y que necesitan de beneficios sociales.
Es por eso que el gobierno japonés distribuyó un millón de sintonizadores digitales de funcionalidades simplificadas a igual número de hogares y ya han encargado a los fabricantes que presenten propuestas con un costo de menos de 5.000 yenes (46 dólares), lo cual es un cuarto del precio que estos dispositivos tienen actualmente en el mercado. Los sintonizadores permiten recibir la señal digital en televisores análogos y significaron una inversión de más de 46 millones de dólares.
El servicio de televisión para receptores portátiles o teléfonos celulares llamado One Seg service” empezó a comercializarse en Japón a partir de abril de 2006. Desde entonces se ha incrementado expansivamente el número de los usuarios de One Seg en la sociedad japonesa hasta llegar a una cifra de 38 millones. El motor de este inesperado crecimiento consiste principalmente en la generación joven, para quien es más familiar el uso del celular.

### En Brasil
Brasil, que utiliza actualmente la norma analógica de TV PAL-M, ha decidido adoptar el estándar ISDB-T con algunas modificaciones propias según las necesidades de dicho país, llamándolo SBTVD-T (Sistema Brasileiro de Televisão Digital-Terrestre, Sistema Brasileño de Televisión Digital-Terrestre) o ISDB-Tb (ISDB-T Built-in, IDSB-T incorporado). ISDB-Tb se diferencia de la norma original en que utiliza el codec de video H.264/MPEG-4 AVC en lugar del MPEG2, propio de ISDB-T.
El grupo conjunto de las sociedades brasileñas ABERT (Asociación brasileña de emisoras de radio y televisión) y SET (Sociedad brasileña de ingeniería de televisión) hizo pruebas comparativas entre los 3 estándares de TDT bajo supervisión de la fundación de CPqD en el año 1999, siendo seleccionado ISDB-T como la mejor opción entre las normas existentes, por ser el más flexible para resolver las necesidades de la movilidad y de la portabilidad. El 29 de junio de 2006, el gobierno de Brasil anunció que adoptaría la modificación de la norma japonesa, SBTVD (ISDB-Tb) como el estándar elegido para las transmisiones digitales, que se pondrá en ejecución completamente antes de 2016.
Después de un periodo de pruebas, estaba en el aire oficialmente el 2 de diciembre de 2007, en la ciudad de São Paulo. Actualmente ya se transmite bajo esta norma en las ciudades de Río de Janeiro, Belo Horizonte, Goiânia, Curitiba, Porto Alegre, Recife, Salvador de Bahía, Campinas, Belém y Brasília, Aracaju, São José do Rio Preto, Fortaleza, Florianópolis, Joinville, Teresina, Manaus y para 2011 en todo el país.
Para el 2014 se tiene pensado que ya en toda Sudamérica se pueda observar los preparativos y el desarrollo de la Copa Mundial de Fútbol de 2014 desde los televisores y móviles con el sistema TDT en el clímax de su desarrollo y expansión.

#### Movilidad y portabilidad
Solo meses después del lanzamiento de la TDT en Brasil ha sido posible encontrar diversos dispositivos móviles como teléfonos celulares, computadoras portátiles y mini-TV con receptores digitales integrados.
Los patrones de codificación de audio y vídeo utilizados en las transmisiones móviles no se corresponden con los utilizados en el sistema japonés. Existen las siguientes diferencias en la recepción móvil (1SEG):
- Japón: Video H264 a 15fps; Audio HE-AAC v.1 baja complejidad.
- Brasil: Vídeo H264 a 30fps; Audio HE-AAC v.2 baja complejidad.

Por lo tanto, los dispositivos móviles importados de Japón no trabajarán adecuadamente con el estándar 1SEG brasileño. Los dispositivos mostrarán las imágenes en "cámara lenta" y no tendrán audio o el audio será de nivel bajo.

#### El precio del decodificador (Set Top Box) en Brasil
Al comienzo de las transmisiones en Brasil, la televisión digital recibió duras críticas debido a los altos precios de los receptores. Pese a los esfuerzos del gobierno en disminuir el precio, la industria continuó con altos valores para los decodificadores, donde el más económico era de R$499 y más caro llegó a costar R$1.200. Incluso, el Ministro de Telecomunicaciones recomendó a la población no comprar los receptores de más de mil reales.

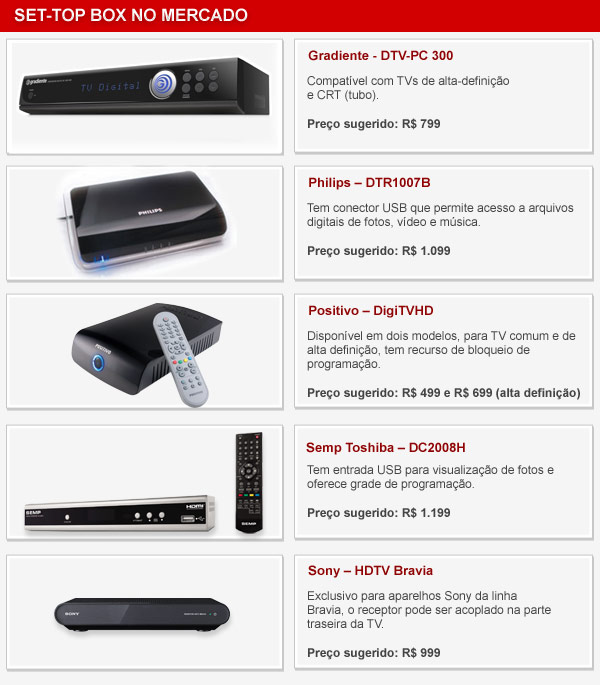
Precios de lanzamiento de los STBs.

Siete meses después del lanzamiento de la televisión digital, el gobierno cumplió su promesa de colocar en el mercado el decodificador popular, de bajo costo. Fabricado por la empresa taiwanesa Proview, el receptor popular cuesta R$190. La compañía también cuenta con un modelo para Alta Definición: El decodificador XPS-1000 de R$255 con salida HDMI 1080i, conexión Ethernet (RJ45) y navegador. Y ambos tienen un puerto USB para actualizar el software de interactividad, lo que también puede hacerse por la señal de TV. Sin embargo, actualmente el modelo económico es muy escaso en el mercado.
Los televisores de 32 pulgadas de Alta Definición de 1920 X 1080 de resolución con conversor integrado (fabricados por las empresas surcoreanas LG y Samsung) se encuentran a un precio promedio de R$ 1800 (US$ 850), aunque esos mismos televisores en Estados Unidos (en su versión ATSC) tienen un precio promedio de US$ 700.
El Banco de Brasil ha puesto en marcha planes de financiación para la STB popular hasta en 32 cuotas de R$10,14 y un banco privado anunció una nueva propuesta con cuotas de hasta R$7,00. Otros receptores conversores de mayor calidad (fabricados por Sony, Philips, Semp-Toshiba y Panasonic) se encuentran a precios que van desde los R$ 120 hasta R$ 600.
Tras el anuncio del lanzamiento de los decodificadores o STB populares, otras dos empresas (Comsat y NortCom) también solicitaron al gobierno producir STB económicos. Entonces las empresas que ya tenían los receptores en el mercado redujeron drásticamente el precio de sus productos. El costo de Philips que era de R$1.099,00 bajó a R$699,00. De hecho, con estas reducciones de costos al consumidor final se considera que el decodificador brasileño es el de menor precio entre los países que adoptaron la norma digital ISDB-T.
Aunque se prevé que los precios disminuirán aún más, tan pronto llegue a la escala de producción, se amplíe la señal digital a todo el país y el gobierno reduzca la carga de impuestos que se considera una de las más altas del mundo. La siguiente ola de fuerte reducción en los precios ocurrió en 2010, debido al hábito brasileño de renovar los televisores cada cuatro años por la Copa Mundial de Fútbol. Así por ejemplo, un televisor de plasma full HD de 40" con sintonizador ISDB-Tb incorporado que costaba 5.000 reales en 2009 bajó a 3.000 reales hacia mediados de 2010.

### En Perú
El Perú es el pionero de la Televisión Digital Terrestre en la Sudamérica hispana. En su caso, a inicios de 2008 fue presentado a la Comisión del Ministerio de Transportes y Comunicaciones (MTC) que evaluaba los sistemas de Televisión Digital Terrestre, el estándar ISDB-Tb. Fuentes del gobierno brasileño informaron entonces, que éste era uno de los favoritos a ser elegido por la comisión por ser, de los sistemas existentes de HDTV, el más adecuado para la difícil geografía peruana.
Con este objetivo, en los días 11 y 12 de diciembre de 2008, una comisión brasileña integrada por los Ministerios brasileños de Relaciones Exteriores y de Comunicaciones viajó a Lima y presentaron de manera ampliada el ISDB-Tb a las autoridades locales.
En enero de 2009, la cadena América Televisión inició sus transmisiones experimentales de televisión digital utilizando el estándar ISDB-T a través del Canal 31 en Lima, contando con el asesoramiento de técnicos japoneses y brasileños.
El 10 de marzo de 2009, la Sociedad Nacional de Radio y Televisión que agrupa a las principales cadenas peruanas de televisión, emitió un comunicado de prensa en el cual respaldan por unanimidad la adopción del estándar japonés-brasilero ISDB-Tb para la implementación de la televisión digital terrestre en este país, luego de analizar las distintas tecnologías existentes. Días después, la otra agremiación de televisoras peruanas, la Asociación de Radio y Televisión del Perú, también respaldó al sistema ISDB-T. Mientras tanto, el MTC evaluaba el informe final de la Comisión Multisectorial que analizó durante 2 años cada estándar para determinar cuál era el más conveniente para el país.
El 23 de abril de 2009, tras aceptar la recomendación propuesta por la Comisión Multisectorial, el Gobierno Peruano hizo pública la decisión de adoptar el estándar ISDB-Tb con las mejoras tecnológicas que hubiera al momento de su implementación.
El Presidente de Brasil, Luiz Inácio "Lula" da Silva, felicitó al Perú y expresó su convicción de que ese importante paso contribuirá a la integración entre ambos países. Asimismo, el gobierno de Japón también saludó la decisión peruana. El proceso de adecuación de este sistema comenzó al día siguiente, con la formación de una Comisión de Implementación de la Televisión Digital Terrestre que tuvo 60 días para formular recomendaciones sobre cómo debe implementarse la TDT en el Perú. Este grupo está conformado por representantes del MTC, del Instituto de Radio y Televisión del Perú, del INDECOPI, del Ministerio de la Producción, de las asociaciones de consumidores, ingenieros y radiodifusores.
A fines de mayo se anunció en Lima, que empresas como ProView y Tele System están interesadas en instalar plantas de ensamblaje de decodificadores ISDB-Tb en el Perú con el fin de abaratar los costos de los mismos.
Entre el 8 y 10 de junio de 2009, una importante delegación peruana conformada por integrantes de la Comisión de Implementación del MTC y representantes de la Sociedad Nacional de Radio y Televisión estuvo en Brasil invitada por el gobierno brasileño para ver el desarrollo del ISDB-Tb. Entre otras actividades, asistieron a un seminario organizado por el Fórum SBTVD (ISDB-Tb) en el que se trataron temas referentes a la interactividad y aspectos relacionados con los equipos de transmisión y de recepción como decodificadores y televisores. Estas actividades son el inicio de una serie de acciones programadas por Brasil para ayudar al Perú en la implementación del sistema ISDB-T.
La cadena Andina Radiodifusión y Televisión (ATV) que realizaba pruebas en Lima de TDT en ATSC desde 2007, cumpliendo la nueva normatividad, cambió en agosto de 2009 sus emisiones de prueba al sistema ISDB-Tb con señales tanto en One Seg como HD.
Del 16 al 22 de agosto de 2009 el Ministro de Transportes y Comunicaciones del Perú Enrique Cornejo, viajó a Japón para concretar el apoyo del gobierno japonés ofrecido al Perú. En declaraciones desde Tokio a RPP, el ministro estimó que para el año 2015 ocho ciudades del Perú, incluida Lima, tendrán el servicio de TDT, para lo cual, se realizarán las gestiones necesarias para empezar la importación de televisores digitales: "Ya se ha formado una comisión encargada de hacer las propuestas y la prepublicación de las normas para importar televisores con el sistema ISDB-T incorporado. Además, el plan de canalización para permitir que las empresas de televisión peruanas puedan transmitir en paralelo la señal analógica y la señal digital. Hay que destacar que Japón está implementando el sistema pero al mismo tiempo sigue investigando y lo bueno es que quienes vamos a entrar al sistema en este tiempo vamos a tener acceso a las nuevas tecnologías" indicó Cornejo, que también anunció la firma de un convenio de cooperación en el proceso de implementación de la televisión digital terrestre en el país, durante una reunión con el Ministro de Comunicaciones de Japón, Tsutomu Sato.
El 5 de septiembre el Ministerio de Transportes y Comunicaciones anunció que el "apagón analógico" en Lima está previsto para el 28 de febrero de 2020 y la realización del Primer Foro de TDT ISDB-T Internacional auspiciado tanto por el gobierno japonés como por el brasileño, que se desarrolló en Lima del 21 al 23 de septiembre del 2009, con la asistencia de los ministros de comunicaciones de Japón, Brasil, Perú, Argentina y Chile en donde se oficializó la creación del Forum ISDB-T Internacional, se firmaron diversos acuerdos de cooperación tecnológica con Japón y Brasil y se anuncia que en 2010 se inician formalmente las transmisiones digitales en alta definición en Lima de las cadenas televisivas TV Perú, América Televisión y ATV. El 13 de febrero de 2010 LG lanzó a la venta en Lima, los primeros modelos de televisores digitales HD con sintonizador ISDB-Tb incorporado, teniendo el modelo más económico de 32" un costo de US$ 830. Una semana después Movistar puso a la venta los primeros celulares con recepción de Televisión Digital ISDB-T One Seg.
El Ministerio de Transportes y Comunicaciones anunció que el apagón analógico para Lima y Callao se hará en el cuarto trimestre de 2020, mientras que para la Zona 2 en donde están los departamentos de Arequipa o La Libertad este apagón se dará en 2022 y para la Zona 3 en donde están los departamentos de Junín y Ayacucho el apagón será en 2024, para otras zonas el Gobierno no determinó fecha.
El 30 de marzo de 2010 se iniciaron las transmisiones regulares de TDT HD de la televisora estatal TV Perú en el Canal 16 y al día siguiente 31 de marzo, lo hizo ATV en el canal 18.
El 15 de abril de 2010 el Ministerio de Transportes y Comunicaciones entrega las licencias de operación a las cadenas televisivas: América Televisión en el canal 24 UHF, Frecuencia Latina que operará en la frecuencia 20 UHF, Enlace Perú en el canal 34 UHF y Panamericana Television a la que se asignó el canal 26 UHF.
En el mes de mayo de 2010, América Televisión lanza "América TV Portátil" que es la Señal Digital One Seg de la mencionada televisora e inicia sus emisiones de prueba en HD. Asimismo, el MTC anunció la licitación de tres nuevos canales de UHF para nuevas empresas televisivas que deseen emitir televisión digital.
El 30 de agosto de 2010, ATV lanzó en HD el programa de espectáculos Magaly TeVe, una semana después hizo lo propio con "Vidas Extremas". Esta televisora tiene previsto emitir todos sus programas de producción nacional en este formato.
En septiembre de 2010, las cadenas televisivas Red Global y Frecuencia Latina, comenzaron a transmitir sus señales digitales HD y One Seg a través de los canales 22 y 20 respectivamente.
Frecuencia Latina transmitió del 28 de octubre al 15 de noviembre la participación de Perú en el Campeonato Mundial de Voleibol Femenino de 2010 en Japón, inaugurando así sus transmisiones en HD. También desde el lunes 6 de diciembre de 2010 Frecuencia Latina emitió en Alta Definición la Serie "Eva", basado en la vida de la artista criolla Eva Ayllón.
A fines de 2010 tras los primeros nueve meses de transmisión oficial en señal digital, el Ministerio de Transportes y Comunicaciones realizó el Sistema de Canalización para Arequipa, Trujillo, Cusco, Piura, Chiclayo y Huancayo. Asimismo, otorgó sus respectivas licencias de operación de señal digital a las televisoras La Tele, PerúTV, Bethel y RBC que operan en los canales 28, 32, 36 y 38 respectivamente.
La primera transmisión de TVPerú en Alta Definición de un evento desde exteriores fue el "Concurso Nacional de Marinera 2011" que se realizó en la ciudad de Trujillo al norte de Lima del 28 al 30 de enero de 2011.
El 4 de mayo de 2011, Andina de Televisión estrenó la telenovela "Ana Cristina" que por primera vez en el país se realiza en formato de Alta Definición.
América TV transmitió en su señal en Alta Definición el Torneo de la Copa América de Fútbol realizado en Argentina en julio de 2011, también emite en Alta Definición sus teleseries "Al fondo hay sitio" y "La Perricholi".
Con el inicio de las eliminatorias al mundial Brasil 2014, ATV trasmite en SD los partidos que juega la selección peruana de fútbol (promocionado comercialmente como HD), además del canal adicional ATV+ (de corte noticioso), mismo que es transmido en cable por canal 35 de MovistarTV y canal 21 de UHF.
A pocas semanas de la realización del Mundial de Fútbol Brasil 2014, ATV HD comienza a trasmitir toda su programación nacional en HD. 
Entre junio y julio de 2014, muchas señales nuevas se han sumado al Sistema Digital como es el caso de RBC TV, PAX TV, Canal 33, JN19, Exitosa y Capital TV, Canal 39, Canal 45, el Canal Justicia Tv en los 33.2
En el mes de septiembre de 2014, el Ministerio de Transportes y Comunicaciones publica el DS 020-2014 MTC por el cual posterga el plazo del inicio de la TV Digital por 5 años más en cada Zona, es decir para Lima y Callao será el 30 de septiembre de 2019, para la Zona 2 en el 2021, para la Zona 3 en el 2023 y para la Zona 4 para el 2025 manteniéndose el año del apagón analógico es decir 2020 para Lima y Callao, para la Zona 2 en el 2022, para la Zona 3 en el 2024 e indefinido para la Zona 4.
Hasta abril de 2020 se tiene como señales en Lima y Callao:
- Willax en los 575143 khz con señal 1.1
- Frecuencia Latina en los 509143 khz con señales 2.1 HD, 2.2 SD y 2.3 SD-1
- Capital TV en los 551143khz con señal 3.1 HD
- America Television en los 533143 khz con señales 4.1 en HD y 4.2 en SD
- Panamericana Television en los 545143 khz con señales 5.1 en HD y 5.2 en SD
- Exitosa TV en los 695143 khz con señal 6.1 en HD Exitosa 6.2 Karibeña HD 6.3 Z Rock and Pop
- TV Perú en los 485143 khz con señales 7.1 TV Perú 7.2 Radio Nacional 7.3 TV Perú Noticias 7.4 iPE
- ATV+ Noticias en los 623143khz con señal 8.1 ATV+ Noticias
- Andina de Televisión en los 497143 khz con señales 9.1 HD 9.2 ATV+ Noticias
- La Tele en los 557143 khz con señal 10.1 La Tele
- Viva TV en los 617143 khz con señales 11.1 Viva TV 11.2 Top Latino TV
- USMPTV en los 587143 khz con señales 12.1 USMPTV HD y 12.2 USMPTV Música
- Global Televisión en los 521143 khz con señales 13.1 HD y 13.2 Justicia TV
- Enlace en los 593143 khz con señal 16.1 Enlace
- PAX TV en los 491143 khz con señales 17.1 HD y 17.2 PAX 2 (fuera del aire)
- JN19 en los 503143 khz con señales 19.1 HD y 19.2 SD
- ATV Sur en los 581143 khz con señal 23.1 ATV Sur
- Bethel TV en los 603143 khz con señales 25.1 HD 25.2 Bethel Plus+ 25.3 Bethel Radio
- Nuevo Tiempo en los 635143 khz con señales 41.1 Nuevo Tiempo 41.2 En idioma portugués de Brasil 41.3 Señal Radial

Cabe destacar que Exitosa TV, La Tele, PAX TV, JN19, Televida, Canal 33 y Nuevo Tiempo han hecho conversión directa, es decir que, un día determinado ellos cambiaron el tipo de transmisión de analógica a digital, mientras que señales como Frecuencia Latina, América TV, Panamericana TV, TV Peru, ATV, ATV Sur, Viva TV, Red TV y Bethel están trasmitiendo analógica y digitalmente, cesando su señal analógico con el apagón analógico.
De otro lado la cadena ATV con sus señales ATV HD, Atv +, Red TV y La Tele se emiten en las ciudades de Arequipa, Cuzco y Chiclayo. Televisora CTC del Cuzco se convierte en la primera estación fuera de Lima en emitir en Señal Digital para el Cuzco.
Según directivos de TV Peru este mencionó del desarrollo de la tecnología digital en 13 ciudades como Arequipa, Piura, Ica, Puno en el 2016 como el uso de la frecuencia 7.4 que es la señal IPE (Identidad Peruana).
A comienzos del Año 2017, el Ministro de Transportes y Comunicaciones emite medidas preparatorias para el Apagón Analógico a partir del 2020, con ese fin se realizó un Concurso para crear un lema y un personaje que identifique este cambio de analógico a digital, a fines de ese año comienzan a salir señales ISDB-T en ciudades como Arequipa como TV Mundo, Universal, Bethel; Cusco: Bethel y Trujillo: UPAO.

### En Argentina
El protocolo para la cooperación técnica con Argentina fue cerrado el 28 de agosto de 2008, el siguiente paso fue formalizar un acuerdo de los Ministros de Comunicaciones de Brasil, Helio Costa, y del vecino país de Planificación, Julio De Vido. Este es el paso más importante para que la Argentina adopte el sistema brasileño de TV digital, con tecnología japonesa. "Brasil está dispuesto a firmar, ahora depende de Argentina. Ya concluimos la parte técnica" dijo entonces una alta fuente del gobierno brasileño. Los términos del protocolo técnico con la Argentina proporcionan un sistema único para ambos países y un intercambio de tecnologías de la información y el uso de equipos científicos y las plantas. Habrá formación de científicos y otros investigadores.
El acuerdo proporciona el montaje de empresas mixtas para la producción de bienes de electrónica de consumo. En virtud de un punto de vista técnico, esto es como una "fuerte entre los dos países y debe ser desarrollado en el contexto del Mercosur. El mercado es muy grande, porque Brasil tiene 52 millones de hogares con TV abierta y la Argentina, unos 13 millones, cifras atractivas para cualquier fabricante.
A fines de agosto de 2008, el Ministro de Planificación, estuvo en Brasil, acompañado por el secretario de Comunicaciones, Lisandro Salas, donde mantuvo reuniones con la ministra de la Casa Civil, Dilma Rousseff, respecto del sistema.
En septiembre de 2008 una misión japonesa desembarcó en la Argentina para reunirse con representantes de medios locales. Las planas directivas de El Trece, América 2 y Canal 9 se reunieron con los japoneses.
En octubre de 2008, una misión argentina que reunió a cinco ministros visitó al Primer Ministro Taro Aso en Japón y firmaron convenios de cooperación técnica. Después de cinco días de fructífero viaje regresaron a la Argentina. No hicieron comentario alguno.
A partir del 15 de enero de 2009, Televisión Pública, Canal 7 de Buenos Aires ya realiza pruebas experimentales 24 horas al día, probando la señal digital móvil según fuentes del COMFER (Comité Federal de Radiodifusión).
El 23 de abril de 2009, conocida ya la adopción de Perú del estándar japonés–brasileño, la presidenta Cristina Fernández luego de una reunión con el Presidente de Brasil Luiz Inacio Lula da Silva en Buenos Aires, anunció que Argentina está más cerca de adoptar el sistema de ISDB-T, pero desea que parte de la tecnología para ponerlo en funcionamiento se fabrique en el país.
El 26 de agosto de 2009 el Ministro de Comunicaciones de Brasil, Hélio Costa, anuncio que el secretario de Comunicaciones argentino, Lisandro Salas, le confirmó la decisión de Argentina que adoptó la norma de TDT vigente en Brasil ISDB-Tb.
Adopción oficial de la norma ISDB-T por Argentina
Esto se hizo oficial el viernes 28 de agosto de 2009 en Bariloche en el marco de la Cumbre Unasur cuando la presidenta de Argentina, Cristina Fernández de Kirchner y el Presidente de Brasil, Luiz Inacio Lula da Silva anunciaron el acuerdo entre ambos países: "Es una inmensa satisfacción saber que el gobierno de Argentina decidió optar por la norma, aporta un componente tecnológico fundamental para la alianza entre nuestros países. Adoptar un sistema de tv digital en común permite sembrar la semilla de un polo tecnológico regional", dijo el presidente brasileño.
"Japón aportará tecnología y no cobrará regalías por este trabajo en conjunto. Apuntamos a romper el cerco tecnológico entre los países emergentes y los desarrollados. Este acuerdo nos ha llevado cuatro largos años pero vale la pena", declaró Cristina Fernández. El gobierno argentino firmó 2 convenios: con el gobierno de Japón y con el brasileño, creando un Consejo a nivel gubernamental y Foro Consultivo del sector privado para hacer el seguimiento de la puesta en marcha de la norma.
Creación del Sistema Argentino de Televisión Digital Terrestre (SATVD-T)
El 1 de septiembre de 2009 se aprobó mediante decreto presidencial la creación del Sistema Argentino de Televisión Digital Terrestre (SATVD-T) para ser desarrollado de acuerdo con el estándar ISDB-T internacional. También se estableció un lapso de 10 años para completar la transición de la televisión analógica a la digital.
La Ley de Servicios de Comunicación Audiovisual, ha regulado el espectro a ser determinado tanto a licenciatarios privados comerciales y sin fines de lucro como al sector estatal, en un tercio cada uno. Regulaciones complementarias, determinaron que la TDA (Televisión Digital Abierta), operará desde el canal 21 al canal 52 de la banda de UHF.
Los operadores de telefonía móvil celular lanzaron diversos modelos de teléfonos móviles con la norma de televisión digital, mediante los cuales es posible sintonizar las señales disponibles de forma gratuita. 
El SATVD-T, está conformado por la Plataforma Nacional de TV Digital Terrestre, estatal, operada por AR-SAT, como carrier de señales estatales y también privadas con y sin fines de lucro, y por los Broadcasters Independientes, ya sean los históricos, como los nuevos futuros licenciatarios. Asimismo, serán de la partida, las nuevas Plataformas Locales, privadas o estatales.
En la actualidad la Plataforma Nacional de Transmisión de TV Digital Terrestre cuenta con 82 Estaciones Digitales de Transmisión (EDT) ya operativas en todo el país con una cobertura del 90% de la población.

### En Chile

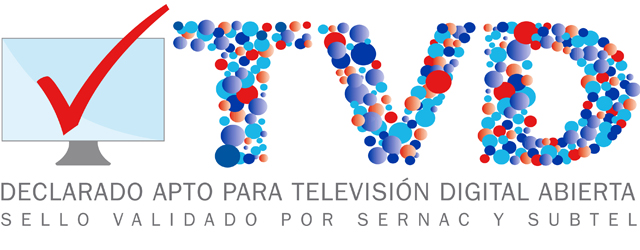
Sello de TVD

Chile también mostró interés en el sistema de TV digital nipobrasileño (ISDB-Tb). En abril de 2009, los embajadores de Brasil y Japón fueron a ese país y transmitieron algunas de sus propuestas.
El lunes 14 de septiembre de 2009, se anunció la adopción de la norma ISDB-Tb con MPEG 4 creado por Japón y adoptado por Brasil, debido a su mejor recepción dadas las condiciones geográficas del territorio, la posibilidad de recepción en aparatos móviles, el despliegue en la alta definición y una mayor diversidad de canales. Actualmente 7 canales chilenos de los llamados "nacionales" transmiten en forma experimental con esta norma: Canal 13 HD, TVN HD, Mega HD, Chilevisión HD, UCV HD y La Red HD, cada uno con sus respectivas señales para teléfonos móviles "One seg". Se espera el apagón analógico para 2024.

#### Canales
| Nombre del canal           | Ciudad                 | Canal físico UHF | Canal virtual |
| -------------------------- | ---------------------- | ---------------- | ------------- |
| Canal 13 HD                | Arica                  | Canal 24         | 8.1           |
| UTA TV HD                  | Arica                  | Canal 36         | 36.1          |
| Puerta Norte HD            | Arica                  | Canal 43         | 43.1          |
| Morrovisión HD             | Arica                  | Canal 45         | 45.1          |
| Canal 13 HD                | Iquique                | Canal 24         | 8.1           |
| ITV HD                     | Iquique                | Canal 25         | 25.1          |
| ITV HD 2                   | Iquique                | Canal 25         | 25.2          |
| MEGA HD                    | Iquique                | Canal 27         | 2.1           |
| CHV HD                     | Iquique                | Canal 30         | 4.1           |
| CHV SD                     | Iquique                | Canal 30         | 4.2           |
| CHV HD                     | Antofagasta            | Canal 23         | 7.1           |
| Canal 13 HD                | Antofagasta            | Canal 24         | 13.1          |
| MEGA HD                    | Antofagasta            | Canal 27         | 9.1           |
| Antofagasta TV             | Antofagasta            | Canal 32         | 14.1          |
| TVR                        | Antofagasta            | Canal 32         | 14.2          |
| FMPLUS                     | Antofagasta            | Canal 32         | 14.3          |
| TVN HD                     | Antofagasta            | Canal 33         | 6.1           |
| Nuevo Tiempo HD1           | Antofagasta            | Canal 38         | 38.1          |
| Nuevo Tiempo HD2           | Antofagasta            | Canal 38         | 38.2          |
| Nuevo Tiempo SD            | Antofagasta            | Canal 38         | 38.3          |
| Canal 13 HD                | Copiapó                | Canal 24         | 11.1          |
| Holvoet TV HD              | Copiapó                | Canal 25         | 25.1          |
| Madero HD                  | Copiapó                | Canal 36         | 36.1          |
| Atacama TV HD              | Copiapó                | Canal 39         | 39.1          |
| Cadena 33 Network          | Copiapó                | Canal 39         | 39.2          |
| UDA TV HD                  | Copiapó                | Canal 41         | 41.1          |
| Canal 13 HD                | La Serena - Coquimbo   | Canal 24         | 13.1          |
| Thema Televisión           | La Serena - Coquimbo   | Canal 25         | 25.1          |
| América TV                 | La Serena - Coquimbo   | Canal 35         | 35.1          |
| Astro TV                   | Ovalle                 | -                | 26.1          |
| VTV Los Andes              | Los Andes - San Felipe | Canal 25         | 25.1          |
| Canal 13 HD                | Quillota - La Calera   | Canal 23         | 9.1           |
| VTV Los Andes              | Quillota - La Calera   | Canal 48         | 48.1          |
| Canal 13 HD                | Gran Valparaíso        | Canal 24         | 8.1           |
| Nuevo Tiempo HD1           | Gran Valparaíso        | Canal 25         | 25.1          |
| Nuevo Tiempo HD2           | Gran Valparaíso        | Canal 25         | 25.2          |
| MEGA HD                    | Gran Valparaíso        | Canal 27         | 5.1           |
| TV+ HD                     | Gran Valparaíso        | Canal 29         | 4.1           |
| TaTeTi                     | Gran Valparaíso        | Canal 29         | 4.2           |
| UCV 3                      | Gran Valparaíso        | Canal 29         | 4.3           |
| CHV HD                     | Gran Valparaíso        | Canal 30         | 10.1          |
| TVN HD                     | Gran Valparaíso        | Canal 33         | 12.1          |
| Girovisual HD              | Gran Valparaíso        | Canal 38         | 38.1          |
| Girovisual                 | Gran Valparaíso        | Canal 38         | 38.2          |
| CDTV-HD                    | Gran Valparaíso        | Canal 45         | 45.1          |
| TVS-HD                     | Gran Valparaíso        | Canal 45         | 45.2          |
| Bío-Bío TV                 | Gran Valparaíso        | Canal 46         | 46.1          |
| Canal 13 HD                | Santiago               | Canal 24         | 13.1          |
| T13 Móvil                  | Santiago               | Canal 24         | 13.2          |
| El Mostrador HD            | Santiago               | Canal 26         | 26.1          |
| Ratzmedia HD               | Santiago               | Canal 26         | 26.2          |
| MEGA HD                    | Santiago               | Canal 27         | 9.1           |
| La Red HD                  | Santiago               | Canal 28         | 4.1           |
| TV+ HD                     | Santiago               | Canal 29         | 5.1           |
| TaTeTi                     | Santiago               | Canal 29         | 5.2           |
| UCV 3                      | Santiago               | Canal 29         | 5.3           |
| CHV HD                     | Santiago               | Canal 30         | 11.1          |
| CHV Música                 | Santiago               | Canal 30         | 11.2          |
| TVN HD                     | Santiago               | Canal 33         | 7.1           |
| TVN SD                     | Santiago               | Canal 33         | 7.2           |
| UNIACC HD                  | Santiago               | Canal 34         | 34.1          |
| Enlace                     | Santiago               | Canal 35         | 15.1          |
| Corporación TV             | Santiago               | Canal 35         | 15.2          |
| Nuevos Comienzos           | Santiago               | Canal 35         | 15.3          |
| Enlace Juvenil             | Santiago               | Canal 35         | 15.4          |
| TVR                        | Santiago               | Canal 36         | 14.1          |
| GO! Channel                | Santiago               | Canal 36         | 14.2          |
| FMPLUS                     | Santiago               | Canal 36         | 14.3          |
| Radio Canal 95             | Santiago               | Canal 36         | 14.4          |
| UESTV                      | Santiago               | Canal 36         | 14.5          |
| Bío-Bío TV                 | Santiago               | Canal 39         | 39.1          |
| Nuevo Tiempo HD1           | Santiago               | Canal 40         | 25.1          |
| Nuevo Tiempo HD2           | Santiago               | Canal 40         | 25.2          |
| Radio Nuevo Tiempo         | Santiago               | Canal 40         | 25.3          |
| Buin al Día TV             | Santiago               | Canal 41         | 41.1          |
| Buin Somos Todos           | Santiago               | Canal 41         | 41.2          |
| TVO-HD                     | Santiago               | Canal 43         | 43.1          |
| TVO-ARTE                   | Santiago               | Canal 43         | 43.2          |
| CDTV-HD                    | Santiago               | Canal 44         | 44.1          |
| TVS-HD                     | Santiago               | Canal 44         | 44.2          |
| TV Cordillera              | Santiago               | Canal 45         | 45.1          |
| TU CANAL                   | Santiago               | Canal 45         | 45.1          |
| FAMTV                      | Santiago               | Canal 46         | 46.1          |
| TVE                        | Santiago               | Canal 46         | 46.2          |
| USTGO TV                   | Santiago               | Canal 48         | 48.1          |
| ISB                        | Santiago               | Canal 51         | 51.1          |
| Colina TV HD               | Santiago               | Canal 51         | 6.1           |
| Canal 13 HD                | Rancagua               | Canal 25         | 8.1           |
| TV Maule HD                | Curicó                 | Canal 21         | 21.1          |
| Vivo TV Noticias           | Curicó                 | Canal 25         | 25.1          |
| Vivo TV Entretención       | Curicó                 | Canal 25         | 25.2          |
| Vivo TV Familia            | Curicó                 | Canal 25         | 25.3          |
| Contivisión HD             | Talca                  | Canal 21         | 21.1          |
| Contivisión Música HD      | Talca                  | Canal 21         | 21.2          |
| Telecanal Talca            | Talca                  | Canal 23         | 23.1          |
| TNE HD                     | Talca                  | Canal 23         | 23.2          |
| Campus TV HD               | Talca                  | Canal 25         | 25.1          |
| TV Centro                  | Talca                  | Canal 26         | 26.1          |
| MEGA HD                    | Talca                  | Canal 27         | 12.1          |
| Canal 13 HD                | Talca                  | Canal 29         | 8.1           |
| TV Maule HD                | Talca                  | Canal 36         | 36.1          |
| Contivisión HD             | Constitución           | Canal 21         | 21.3          |
| Contivisión Música HD      | Constitución           | Canal 21         | 21.4          |
| Televida HD                | Chillán                | Canal 28         | 28.1          |
| Canal 13 HD                | Gran Concepción        | Canal 24         | 5.1           |
| Canal 9 Bío-Bío Televisión | Gran Concepción        | Canal 26         | 9.1           |
| CHV HD                     | Gran Concepción        | Canal 30         | 7.1           |
| TVU HD                     | Gran Concepción        | Canal 32         | 11.1          |
| TVN HD                     | Gran Concepción        | Canal 33         | 4.1           |
| CDTV-HD                    | Gran Concepción        | Canal 38         | 38.1          |
| TVS-HD                     | Gran Concepción        | Canal 38         | 38.2          |
| MEGA HD                    | Gran Concepción        | Canal 39         | 2.1           |
| MEGA HD                    | Temuco                 | Canal 27         | 5.1           |
| TEC TV HD                  | Temuco                 | Canal 29         | 14.1          |
| TEC TV 2 HD                | Temuco                 | Canal 29         | 14.2          |
| CHV HD                     | Temuco                 | Canal 31         | 11.1          |
| TVN HD                     | Temuco                 | Canal 34         | 7.1           |
| Canal 13 HD                | Temuco                 | Canal 36         | 4.1           |
| Ufrovisión                 | Temuco                 | Canal 38         | 38.1          |
| Nuevo Tiempo HD1           | Temuco                 | Canal 39         | 39.1          |
| Nuevo Tiempo HD2           | Temuco                 | Canal 39         | 39.2          |
| Nuevo Tiempo SD            | Temuco                 | Canal 39         | 39.3          |
| Canal 33 HD                | Temuco                 | Canal 41         | 1.1           |
| VEO HD                     | Temuco                 | Canal 41         | 1.2           |
| Canal 13 HD                | Valdivia               | Canal 24         | 12.1          |
| I-Net TV Digital HD        | Osorno                 | Canal 25         | 25.1          |
| Canal 13 HD                | Puerto Montt           | Canal 24         | 13.1          |
| Canal 13 HD                | Coyhaique              | Canal 24         | 6.1           |
| ITV Patagonia              | Punta Arenas           | Canal 25         | 25.1          |
| UMAG TV HD                 | Punta Arenas           | Canal 25         | 25.2          |
| MEGA HD                    | Punta Arenas           | Canal 27         | 13.1          |
| Canal 13 HD                | Punta Arenas           | Canal 28         | 9.1           |

### En Venezuela
El 21 de julio de 2009 el Presidente Hugo Chávez aseguró que su administración evaluaba además del sistema japonés, el sistema europeo DVB-T, el sistema japonés-brasilero y el sistema chino DTMB. Se descartó desde un principio el estándar ATSC, debido a que no correspondía con el ideal socialista del Gobierno actual. También destacó que la transferencia tecnológica era una condición indispensable para el acuerdo con el proveedor del sistema de televisión digital. El 9 de agosto de 2009, nuevamente el mandatario venezolano declaró que estaba «a punto de cerrar el acuerdo con Japón y Brasil para instalar el sistema más avanzado de televisión digital en Venezuela». Y el 6 de octubre de 2009 Venezuela adoptó oficialmente ISDB-Tb como su estándar de TDT, según anunció el Ministro del Poder Popular para la Ciencia, Tecnología e Industrias Intermedias, Jesse Chacón, quién también declaró que con este sistema, Venezuela entrará plenamente a la era digital gracias a que el estándar japonés ISDB-T tendrá ciertas mejoras técnicas añadidas por Brasil, lo que otorga a Venezuela un modelo más avanzado y con mayor capacidad tecnológica. Además enfatizó que más allá de las ventajas tecnológicas que traerá al país el estándar digital japonés, el mayor beneficio será «el valor de inclusión social que queremos desarrollar en Venezuela».
Las pruebas de Televisión Digital Terrestre (TDT) en Venezuela, iniciadas con año y medio de retraso, se hicieron en el canal 43 de la banda UHF en Caracas, con tres señales de diferente definición: una estándar (SD), otra en alta definición (HD) y una última para dispositivos móviles, pero el contenido, por falta de equipos para lanzar una señal piloto totalmente digital, siguió siendo analógico por lo cual las señales fueron convertidas a formato digital a través de unos equipos especiales donados por el Gobierno de Japón. No obstante, con un transmisor Toshiba de 5 kW de potencia, ubicado en lo alto del Parque nacional Waraira Repano y trabajando a 60% de su capacidad, el sistema fue instalado para intentar igualar, con 3 kW, el área de cobertura de la señal analógica con la que cuenta Venezolana de Televisión en la ciudad capital, con la posibilidad de que se incremente de acuerdo a las pruebas piloto de VTV los primeros días de junio de 2011. Las pruebas de VTV se realizaron en el canal 8.1 y las del canal educativo Colombeia, en el canal 8.2.
En el mes de octubre de 2012, se iniciaron las operaciones de los transmisores digitales, instalados en 13 ciudades del país que cubren el 50% de la población, con las señales de los siguientes canales:
| Canal digital | Televisora                                | Resolución      |
| 22.1          | VTV                                       | 4:3, 480i, SD   |
| 22.2          | 123TV                                     | 4:3, 480i, SD   |
| 22.3          | Colombeia                                 | 4:3, 480i, SD   |
| 22.4          | Venevisión                                | 4:3, 480i, SD   |
| 22.5          | Alba TV                                   | 4:3, 480i, SD   |
| 22.10         | VTV Móvil                                 | 320×240 px      |
| 23.1          | ViVe                                      | 4:3, 480i, SD   |
| 23.2          | TeleSur                                   | 4:3, 480i, SD   |
| 23.3          | Meridiano TV                              | 4:3, 480i, SD   |
| 23.4          | Televen                                   | 4:3, 480i, SD   |
| 23.5          | TV Conciencia                             | 4:3, 480i, SD   |
| 23.10         | TeleSur Móvil                             | 4:3, 480i, SD   |
| 24.1          | TVes                                      | 4:3, 480i, SD   |
| 24.2          | ANTV                                      | 4:3, 480i, SD   |
| 24.3          | Corazón Llanero (antiguamente, SIBCI HD)  | 16:9, 1080i, HD |
| 24.4          | Tele Tuya                                 | 4:3, 480i, SD   |
| 24.10         | TVes Móvil                                | 320×240 px      |
| 25.1          | TVFANB                                    | 4:3, 480i, SD   |
| 25.2          | CGTN-Español (antiguamente, CCTV-Español) | 4:3, 480i, SD   |
| 25.3          | Ávila TV                                  | 4:3, 480i, SD   |
| 25.4          | Globovisión                               | 4:3, 480i, SD   |
| 25.5          | Russia Today (RT)                         | 16:9, 480i, SD  |
| 25.10         | Ávila TV Móvil                            | 320x240 px      |

Estas pruebas también fueron iniciadas por la empresa proveedora de acceso a televisión por suscripción Inter introduciendo canales digitales de audio y de video, estos últimos pertenecientes a los medios del Estado (VTV, TeleSur y ANTV). El día 20 de febrero de 2013 el Gobierno venezolano anunció el inicio de las pruebas formales de Televisión Digital Abierta (TDA) en todo el país y la llegada del primer canal de televisión digital denominado ConCiencia. Se espera que otros canales ingresen próximamente en este sistema, entre ellos, Vepaco, Vale TV, Canal-i, entre otros, quienes todavía siguen esperando las habilitaciones correspondientes por parte de CONATEL y en última instancia, la aprobación del Gobierno Socialista Venezolano. También se espera que ingresen canales regionales como Telearagua y emisoras radiales de Venezuela, entre ellas Radio Nacional Venezolana, YVKE Mundial, entre otras.

### En Ecuador
El 22 de abril de 2008 el ingeniero Paul Rojas Vargas, superintendente de Telecomunicaciones y el embajador de Japón en Ecuador, Yukihiro Maekawa, firmaron un convenio de cooperación técnica e instrumental con el propósito de coordinar el proceso de internación temporal de un equipo transmisor de televisión digital estándar ISDB-T, así como los trámites y procedimientos necesarios para el uso y seguridad de este equipo mientras dure el préstamo.
Días antes, la empresa Toshiba de Japón, a través de la Embajada del Japón en el Ecuador, concedió por un período de un año, sin compromiso alguno y en calidad de préstamo un equipo transmisor referido para ser utilizado por la Superintendencia de Telecomunicaciones SUPERTEL, en la ejecución de las pruebas y evaluación de los estándares de Televisión Digital Terrestre (TDT). La Superintendencia de Telecomunicaciones utilizará el equipo transmisor únicamente para fines de pruebas y de análisis de ventajas y desventajas del proceso de digitalización de la televisión del estándar ISDB-T, de acuerdo al Plan de pruebas y respectivo cronograma aprobado, luego de lo cual entregará en la Embajada de Japón el equipo transmisor, para el respectivo proceso de devolución reexportación.
Por su parte, la Embajada de Japón en Ecuador se comprometió a ejecutar el proceso de importación y reexportación del equipo transmisor y llevar adelante procesos de capacitación técnica en las áreas de interés mutuo relacionados con las funciones de la Superintendencia de Telecomunicaciones.
El 9 de diciembre de 2009, un sitio web tecnológico de Brasil informó que ya era prácticamente un hecho la adopción por parte de Ecuador del sistema japonés brasileño y que solo se esperaba unos formalismos legales para proceder al anuncio oficial.
El 24 de marzo de 2010, la prensa ecuatoriana informó que Ecuador decidió escoger el estándar tecnológico japonés-brasileño para la aplicación de la TDT en el país. Lo que se oficializó el 26 de marzo de 2010 cuando el Superintendente de Telecomunicaciones Fabián Jaramillo, anunció que el Consejo Nacional de Telecomunicaciones (Conatel) aceptó la recomendación de la Superintendencia de Telecomunicaciones que se inclinó por la norma japonesa-brasileña de televisión digital ISDB-Tb/SBTVD siendo en consecuencia adoptada como norma de televisión digital terrestre en Ecuador. Luego, representantes del gobierno ecuatoriano suscribieron memorandos de cooperación con sus pares de Brasil y Japón. El enviado especial del gobierno japonés Masamitsu Naito y técnicos de la NHK integrantes de la comitiva oficial, después de entrevistarse con el vicepresidente Lenín Moreno, informaron que Japón donará 40 000 decodificadores o STB y que se instala un transmisor para la señal digital abierta en Quito de la cadena estatal Ecuador TV.
Al primer cuatrimestre del 2013 se encontraban al aire los canales Ecuador TV HD, Oromar HD, Ecuavisa HD, TC HD, Teleamazonas HD, RTU HD, Televisión Satelital HD, RTS HD

### En Costa Rica
Costa Rica desde el 25 de mayo del 2010 adoptó oficialmente el estándar ISDB-Tb para la TDT. La implementación del apagón analógico se llevó a cabo el 14 de agosto del año 2019 en el Gran Área Metropolitana y se concretará el 14 de julio de 2021 para el resto del país
Canales disponibles en Costa Rica:
| Canal digital | Televisora             | Resolución      |
| 4.1           | Repretel Canal 4       | 16:9, 1080i, HD |
| 5.1           | Milenio TV             | 16:9, 1080i, HD |
| 6.1           | Repretel Canal 6       | 16:9, 1080i, HD |
| 6.2           | Repretel Canal 4       | 16:9, 1080i, HD |
| 7.1           | Teletica Canal 7       | 16:9, 1080i, HD |
| 7.2           | Teletica Radio         | 16:9, 1080i, HD |
| 8.1           | Multimedios Costa Rica | 16:9, 1080i, HD |
| 9.1           | Canal 9 Costa Rica     | 16:0, 1080i, HD |
| 10.1          | Xpertv                 | 16:9, 1080i, HD |
| 11.1          | Repretel Canal 11      | 16:9, 1080i, HD |
| 11.2          | CDR Canal 2            | 16:9, 1080i, HD |
| 12.1          | VM Latino              | 16:9, 1080i, HD |
| 12.2          | SOY Plancha TV         | 16:9, 1080i, HD |
| 12.3          | Vintage Music          | 16:9, 1080i, HD |
| 13.1          | SINART Canal 13 HD     | 16:9, 1080i, HD |
| 13.2          | SINART Canal 13 SD     | 4:3, 480i, SD   |
| 13.3          | Costa Rica Radio       | 4:3, 480i, SD   |
| 15.1          | UCR Canal 15           | 16:9, 1080i, HD |
| 15.2          | UCR Canal 15.2         | 16:9, 1080i, HD |
| 19.1          | DW Español             | 4:3, 480i, SD   |
| 23.1          | Enlace TV              | 16:9, 1080i, HD |
| 23.2          | Enlace Plus            | 16:9, 1080i, HD |
| 23.3          | Enlace Costa Rica      | 16:9, 1080i, HD |
| 23.4          | Enlace Juvenil         | 16:9, 1080i, HD |
| 27.1          | Canal 27               | 16:9, 1080i, HD |
| 31.1          | Cristovisión HD        | 16:9, 1080i, HD |
| 31.2          | Vision America HD      | 16:9, 1080i, HD |
| 38.1          | Canal 38               | 4:3, 480i, SD   |
| 38.2          | Tica Visión            | 16:9, 1080i, HD |
| 40.1          | Telefides              | 16:9, 1080i, HD |
| 40.2          | Teleuno                | 16:9, 1080i, HD |
| 42.1          | Extra TV               | 4:3, 480i, SD   |
| 42.2          | Radio America          | 4:3, 480i, SD   |
| 49.1          | TV+ Teleplus           | 4:3, 480i, SD   |
| 49.2          | Urbano TV              | 16:9, 1080i, HD |
| 49.3          | U. Latina TV           | 4:3, 480i, SD   |
| 50.1          | Bethel Costa Rica      | 16:9, 1080i, HD |
| 50.2          | Bethel Plus            | 16:9, 1080i, HD |

### En Paraguay
Luego de más de un año de evaluaciones en las que resultó favorecido tanto por el sector público como el privado (conformado por empresas difusoras de TV terrestre y telefonía móvil), Paraguay adoptó el sistema japonés-brasileño el 1 de junio de 2010 a través del Decreto 4.483 firmado por el presidente Fernando Lugo, que dispone la adopción oficial del sistema ISDB-T para la televisión digital en el país. Además señala que la Comisión Nacional de Telecomunicaciones (Conatel) realice "los análisis de las cuestiones técnicas regulatorias que posibiliten la implementación".
| Canal Físico | Canal Virtual | Televisora          | Temática                         | Formato de vídeo |
| ------------ | ------------- | ------------------- | -------------------------------- | ---------------- |
| 15           | 15.1          | Paraguay TV HD      | Generalista                      | 1080i50 HDTV     |
| 17           | 17.1          | TV2 HD              | Retransmite a Noticias PY        | 1080i50 HDTV     |
| 17           | 17.2          | Palma TV HD         | Retransmite a Palma 106.5 FM     | 1080i50 HDTV     |
| 18           | 18.1          | Telefuturo HD       | Generalista                      | 1080i50 HDTV     |
| 18           | 18.2          | NPY HD              | Noticias                         | 1080i50 HDTV     |
| 18           | 18.3          | Monumental TV       | Retransmite a Monumental 1080 AM | 1080i50 HDTV     |
| 19           | 19.1          | Paravisión HD       | Generalista                      | 1080i50 HDTV     |
| 19           | 19.2          | RQP TV              | Retransmite a RQP 94.3 FM        | 1080i50 HDTV     |
| 20           | 20.1          | SNT HD              | Generalista                      | 1080i50 HDTV     |
| 21           | 21.1          | RCC HD              | Variedades                       | 1080i50 HDTV     |
| 26           | 26.1          | TVA HD              | Generalista                      | 1080i50 HDTV     |
| 27           | 03.1          | TRECE HD            | Generalista                      | 1080i50 HDTV     |
| 27           | 03.2          | Unicanal HD         | Generalista                      | 1080i50 HDTV     |
| 28           | 28.1          | La Tele HD          | Generalista                      | 1080i50 HDTV     |
| 28           | 28.2          | E40 TV HD           | Musical                          | 1080i50 HDTV     |
| 29           | 29.1          | A24 Paraguay HD     | Noticias                         | 1080i50 HDTV     |
| 30           | 30.1          | América Paraguay HD | Generalista                      | 1080i50 HDTV     |
| 31           | 31.1          | SUR TV              | Generalista                      | 1080i50 HDTV     |
| 32           | 32.1          | C9N HD              | Noticias                         | 1080i50 HDTV     |
| 50           | 50.1          | TELECANAL 50        | Generalista                      | 1080i50 HDTV     |

### En Filipinas
Filipinas inicialmente se inclinó hacia el sistema DVB-T, pero no entró en funcionamiento. Posteriormente se informó que Japón solicitó a las autoridades adoptar el ISDB-T.
El 11 de junio de 2010, la Comisión Nacional de Telecomunicaciones de Filipinas adoptó oficialmente el estándar ISDB-T.

### En Bolivia
En Bolivia, durante un seminario sobre TDT desarrollado a mediados de 2009 se informó que el estándar japonés-brasileño era el más indicado para el país. Luego en mayo de 2010, se realizaron pruebas técnicas de la televisión digital terrestre, mismo que estuvo a cargo de una Comisión Técnica Interinstitucional a la cabeza del Viceministerio de Telecomunicaciones, conformada por la Autoridad de Fiscalización y Control Social de Telecomunicaciones y Transportes, la Empresa Estatal de Televisión Bolivia TV, la Universidad Mayor de San Andrés y la Universidad Católica San Pablo.
El 5 de julio de 2010 el canciller boliviano, David Choquehuanca hizo el anuncio oficial de la adopción del sistema ISDB-Tb para Bolivia. Dicho anuncio oficial en La Paz, se realizó en un acto con el embajador japonés en Bolivia, Kazuo Tanaka.
Posteriormente, el 20 de julio de 2010, se firmó un Memorando para la implementación de la Televisión Digital Terrestre en el Estado Plurinacional de Bolivia, con el estándar ISDB-T, dicho memorando se firmó entre Ministerio de Obras Públicas, Servicios y Vivienda de Bolivia y el Ministerio de Asuntos Internos y Comunicaciones de Japón.
El 16 de marzo de 2011, se promulgó el Decreto Supremo No 0819 en el cual se adopta el estándar ISDB-T con codificación H.264, MPEG-4 con las mejoras tecnológicas que hubiere al momento de su implementación, como sistema para transmisión y recepción de Televisión Digital Terrestre en el Estado Plurinacional de Bolivia.

### En Belice
En Belice se prueba el sistema ISDB-Tb.

### En Tailandia
En Tailandia este sistema esta en evaluación.

### En Uruguay
Uruguay adoptó el 27 de diciembre de 2010 de manera oficial la norma ISDB-Tb. Decisión que se formalizó con el Decreto 77/2011 del 17 de febrero de 2011, a pesar que originalmente se había optado por la norma DVB-T/DVB-H.
En diciembre de 2019 se encuentran emitiendo regularmente los siguientes canales regionales en Uruguay:
| Canal físico UHF | Televisora              | Canal virtual | ID   | Resolución      | Ciudad                     |
| 21               | Canal 21 Minas          | 13.1          | HD   | 16:9, 1080i, HD | Minas                      |
| 21               | Canal 21 Minas          | 13.2          | SD   | 16:9, 576i, SD  | Minas                      |
| 24               | Canal 7 Punta           | 7.1           | HD   | 16:9, 1080i, HD | Maldonado                  |
| 24               | Canal 7 Punta           | 7.2           | SD1  | 16:9, 576i, SD  | Maldonado                  |
| 24               | Canal 7 Punta           | 7.3           | SD2  | 16:9, 576i, SD  | Maldonado                  |
| 24               | Durazno TV              | 7.1           | HD   | 16:9, 1080i, HD | Durazno                    |
| 24               | Durazno TV              | 7.2           | SD1  | 16:9, 576i, SD  | Durazno                    |
| 24               | Durazno TV              | 7.3           | SD2  | 16:9, 576i, SD  | Durazno                    |
| 25               | Canal 7 Tacuarembó      | 7.1           | HD   | 16:9, 1080i, HD | Tacuarembó                 |
| 25               | Canal 7 Tacuarembó      | 7.2           | SD   | 16:9, 576i, SD  | Tacuarembó                 |
| 26               | PIT-CNT                 | 26.1          | HD   | 16:9, 1080i, HD | Montevideo                 |
| 26               | PIT-CNT                 | 26.2          | SD   | 16:9, 576i, SD  | Montevideo                 |
| 26               | PIT-CNT                 | 26.31         | 1seg | 320×240 px      | Montevideo                 |
| 27               | Artigas TV              | 3.1           | HD1  | 16:9, 1080i, HD | Artigas                    |
| 27               | Artigas TV              | 3.2           | HD2  | 16:9, 1080i, HD | Artigas                    |
| 27               | Artigas TV              | 3.31          | 1Seg | 320×240 px      | Artigas                    |
| 28               | Río Uruguay TV          | 12.1          | HD   | 16:9, 1080i, HD | Fray Bentos                |
| 28               | Río Uruguay TV          | 12.2          | SD1  | 4:3, 576i, SD   | Fray Bentos                |
| 28               | Río Uruguay TV          | 12.3          | SD2  | 4:3, 576i, SD   | Fray Bentos                |
| 28               | Canal 3 Colonia         | 3.1           | HD   | 16:9, 1080i, HD | Colonia del Sacramento     |
| 28               | Canal 3 Colonia         | 3.2           | SD1  | 16:9, 576i, SD  | Colonia del Sacramento     |
| 28               | Canal 3 Colonia         | 3.3           | SD2  | 16:9, 576i, SD  | Colonia del Sacramento     |
| 28               | Canal 8                 | 8.1           | HD   | 16:9, 1080i, HD | Salto                      |
| 28               | Canal 8                 | 8.2           | SD   | 16:9, 576i, SD  | Salto                      |
| 28               | Canal 8                 | 8.31          | 1Seg | 320×240 px      | Salto                      |
| 28               | Teledoce                | 12.1          | HD   | 16:9, 1080i, HD | Montevideo                 |
| 28               | Teledoce                | 12.2          | SD   | 16:9, 576i, SD  | Montevideo                 |
| 28               | Teledoce                | 12.31         | 1Seg | 320×240 px      | Montevideo                 |
| 29               | Canal 4                 | 4.1           | HD   | 16:9, 1080i, HD | Montevideo                 |
| 29               | Canal 4                 | 4.2           | SD   | 16:9, 576i, SD  | Montevideo                 |
| 29               | Canal 4                 | 4.31          | 1Seg | 320×240 px      | Montevideo                 |
| 30               | Canal 5                 | 5.1           | HD1  | 16:9, 1080i, HD | Uruguay (Alcance nacional) |
| 30               | Canal 5                 | 5.2           | HD2  | 16:9, 1080i, HD | Uruguay (Alcance nacional) |
| 30               | Canal 5                 | 5.31          | 1seg | 320×240 px      | Uruguay (Alcance nacional) |
| 31               | TV Río                  | 3.1           | HD   | 16:9, 1080i, HD | Paysandú                   |
| 31               | TV Río                  | 3.2           | SD1  | 16:9, 576i, SD  | Paysandú                   |
| 31               | TV Río                  | 3.3           | SD2  | 16:9, 576i, SD  | Paysandú                   |
| 31               | Canal 8 Rosario         | 8.1           | HD1  | 16:9, 1080i, HD | Rosario                    |
| 31               | Canal 8 Rosario         | 8.2           | HD2  | 16:9, 1080i, HD | Rosario                    |
| 31               | Canal 8 Rosario         | 8.31          | 1eg  | 320×240 px      | Rosario                    |
| 31               | Canal 10 Saeta          | 10.1          | HD   | 16:9, 1080i, HD | Montevideo                 |
| 31               | Canal 10 Saeta          | 10.2          | SD   | 16:9, 576i, SD  | Montevideo                 |
| 31               | Canal 10 Saeta          | 10.31         | 1seg | 320×240 px      | Montevideo                 |
| 32               | TV Ciudad               | 6.1           | HD1  | 16:9, 1080i, HD | Montevideo                 |
| 32               | TV Ciudad               | 6.2           | HD2  | 16:9, 1080i, HD | Montevideo                 |
| 32               | TV Ciudad               | 6.31          | 1seg | 320×240 px      | Montevideo                 |
| 35               | Canal 9 TeleRocha       | 9.1           | HD   | 16:9, 1080i, HD | Rocha                      |
| 35               | Canal 9 TeleRocha       | 9.2           | SD   | 16:9, 576i, SD  | Rocha                      |
| 35               | Canal 11 Treinta y Tres | 11.1          | HD   | 16:9, 1080i, HD | Treinta y Tres             |
| 35               | Canal 11 Treinta y Tres | 11.2          | SD   | 16:9, 576i, SD  | Treinta y Tres             |
| 35               | Canal 11 Treinta y Tres | 11.31         | 1seg | 320×240 px      | Treinta y Tres             |
| 38               | RBTV                    | 38.1          | SD   | 16:9, 576i, SD  | Río Branco                 |
| 41               | TV 10                   | 10.1          | HD   | 16:9, 1080i, HD | Rivera                     |
| 41               | TV 10                   | 10.2          | SD   | 16:9, 576i, SD  | Rivera                     |
| 41               | Canal 11 Punta del Este | 11.1          | HD1  | 16:9, 1080i, HD | Punta del Este             |
| 41               | Canal 11 Punta del Este | 11.2          | HD2  | 16:9, 1080i, HD | Punta del Este             |
| 41               | Canal 11 Punta del Este | 11.3          | SD1  | 16:9, 576i, SD  | Punta del Este             |
| 41               | Canal 11 Punta del Este | 11.41         | 1Seg | 320×240 px      | Punta del Este             |
| 45               | Canal 4 Chuy Color      | 4.1           | SD   | 16:9, 576i, SD  | Chuy                       |

### En Islas Maldivas
En Islas Maldivas el sistema ISDB-T fue adoptado el 11 de octubre de 2011

### En Botsuana
En Botsuana inicialmente usaron el estándar DVB-T, pero decidieron usar el sistema ISDB-Tb, que fue adoptado el 26 de febrero de 2013 siendo el primer país africano en adoptar dicha norma, quedando como el único país africano con este estándar de Televisión Digital.

### En Guatemala
En Guatemala el sistema ISDB-Tb fue adoptado el 31 de mayo de 2013, en base al acuerdo gubernativo 226-2013 publicado en el diario oficial. Con esto Guatemala se suma al país número 14 en adoptar este sistema.

### En Honduras
En septiembre de 2013, la CONATEL anunció que Honduras dejaría el sistema ATSC y migraría al ISDB-Tb.

### En Sri Lanka
Em Mayo 2014, Sri Lanka adoptó ISDB-T.

### En Nicaragua
En Nicaragua el sistema ISDB-Tb sería adoptado oficialmente, según informó a la prensa el gobierno de ese país, el día 21 de agosto de 2010. Orlando Castillo, director del Instituto Nicaragüense de Telecomunicaciones y Correos (TELCOR), afirmó que "las negociaciones (con Brasil para adoptar la norma) están por concluir de forma positiva". En mayo del año 2017, Megumi Kaneko la Vice Ministra de Asuntos Exteriores y de Comunicación de Japón arriba a Nicaragua y su visita tiene como único objetivo la firma de un memorándum de entendimiento para la implementación del ISDB-T, siglas para Sistema Estándar de Televisión Digital Terrestre (en japonés), y que según el gobierno permitirá, entre otras cosas, la creación de un sistema de alerta temprana para la protección de la vida ante fenómenos naturales en el país.
Hace dos años, Nicaragua tomó la decisión de adoptar el estándar ISDB-T y el gobierno de Japón apoyó esta idea.
Dentro de lo que se había apuntando en ese memorándum inicial, eran las características que nos brinda el estándar ISDB-T la cual se puede trabajar en un sistema de alerta temprana utilizando la tecnología de televisión digital y yo creo que eso es importante para resguardar la vida de las personas de Nicaragua y queremos cooperar en la implementación de esta tecnología”, explicó Kaneko.
El 21 de marzo de 2018, se hizo la primera prueba de televisión digital en Nicaragua, y desde esa fecha, el Canal 6 Nicaragüense (estatal) transmite en la norma japonesa-brasileña de televisión digital. Transmite en el canal 20.1 (en HD) y en el canal 20.2 (en SD). Posiblemente en el futuro, ingresen televisoras como Viva Nicaragua (Canal 13), Televicentro (Canal 2), Multinoticias (Canal 4), VosTV (Canal 14), 100% Noticias (Canal 15), Canal 12, Canal 10 (Ratensa), y otras.

### En El Salvador
Inicialmente, El Salvador había adoptado el estándar estadounidense ATSC en el año 2009. Sin embargo, la Corte Suprema de ese país decidió suspender el proceso de digitalización de la televisión el 29 de noviembre de 2014, lo cual no entendieron los directivos de las empresas de televisión del país. El proceso de digitalización se reinició en el año 2016 y, finalmente, el día 19 de enero de 2017 el gobierno salvadoreño anunció oficialmente que utilizará el sistema ISDB-Tb para sus transmisiones de radio y televisión. Esta decisión, en parte, se toma con el fin de unirse al resto de repúblicas centroamericanas que adoptaron este sistema. El "encendido" digital en El Salvador con la norma ISDB-Tb se inició el 21 de diciembre del 2018, en la ciudad de Mejicanos, San Salvador, y el primer canal que hizo transmisión digital en ISDB-Tb en El Salvador fue el estatal TVES Canal 10 Ese día 3 de mayo de 2017 se anunció que el Gobierno de El Salvador firmó convenio con Japón para avanzar en el proceso de transición digital. Actualmente, además de TVES Canal 10, se encuentran en transmisión parcial las cadenas privadas Telecorporacion Salvadoreña canales 2, 4 y 6,  Canal 12  de Red Salvadoreña de Medios, Canal 21 de Megavision y Canal 33 Teleprensa.

### En Angola
En Angola el sistema ISDB-Tb fue adoptado.